# Luis Rosendo Ramos
Luis Rosendo Ramos Maldonado (nascido em 6 de setembro de 1957) é um ex-ciclista olímpico mexicano. Representou sua nação em três edições dos Jogos Olímpicos: Montreal 1976, Los Angeles 1984 e Seul 1988.